# Hans Friedrich von Tütchenrode
Hans Friedrich von Tütchenrode, auch von Tütgerode († 2. März 1576 in Kelbra), war letzter Besitzer der Rothenburg (Thüringen). Als diese zunehmend baufällig und dauerhaft unbewohnbar wurde, zog er in die unweit der Burg befindliche Stadt Kelbra, wo er das Brosiengut erwarb, in dem sich heute die Schmidtsche
Stiftung befindet. Im Brosiengut starb er als letzter männlicher Vertreter des thüringischen Adelsgeschlechts von Tütchenrode.
In seinem oder dem Besitz seines Vaters befand sich bis um das Jahr 1546 der unterhalb der Rothenburg gefundene Püstrich von Sondershausen.
Kurfürst August von Sachsen bestimmte am 17. August 1575 im Jagdhaus Sitzenroda seinen Forst- und Landjägermeister Cornelius von Rüxleben zum Erben aller Güter und Lehen, die Tütchenrode vom Kurfürsten zu Lehen trug, darunter auch das Vorwerk Bendeleben.